# Longueville, Lot-et-Garonne
Longueville är en kommun i departementet Lot-et-Garonne i regionen Nouvelle-Aquitaine i sydvästra Frankrike. Kommunen ligger i kantonen Marmande-Est som tillhör arrondissementet Marmande. År 2022 hade Longueville 375 invånare.

## Befolkningsutveckling
Antalet invånare i kommunen Longueville
| Referens: INSEE |